# Trichosea gypsochroa
Trichosea gypsochroa är en fjärilsart som beskrevs av George Francis Hampson 1913. Trichosea gypsochroa ingår i släktet Trichosea och familjen Pantheidae. Inga underarter finns listade i Catalogue of Life.